# Voxeurop
Voxeurop ist ein mehrsprachiges Online-Medium, das sich an ein europäisches Publikum richtet. Es wurde 2014 als Nachfolger von Presseurop gegründet.

## Geschichte
Voxeurop ging im Juni 2014 online, wobei die etwa 1700 Artikel aus den Presseurop-Archiven übernommen wurden.
Das anfangs hauptsächlich aus Ehrenamtlichen bestehende Team, umfasst heute ein Netzwerk von fünfzig professionellen Übersetzern und Freiberuflern, die mehr oder weniger punktuell für Voxeurop arbeiten.
Voxeurop wurde 2016 von 1,25 Millionen Einzelbesuchern besucht, womit das zu Zeiten von Presseurop gesetzte Ziel fast erreicht wurde.

## Redaktionelle Ausrichtung

### Veröffentlichungen
Die sechs Hauptrubriken von Presseurop wurden auf den Seiten von Voxeurop übernommen: Politik, Gesellschaft, Wirtschaft, Wissenschaft & Umwelt, Kultur & Ideen sowie EU & Welt.
Die Artikel sind für ein gesamteuropäisches Publikum bestimmt und werden in zehn Sprachen veröffentlicht: Englisch, Französisch, Deutsch, Italienisch, Spanisch, Tschechisch, Niederländisch, Polnisch, Portugiesisch und Rumänisch,. die Hauptsprachen sind jedoch Englisch, Französisch, Deutsch, Italienisch und Spanisch.
Auf Voxeurop werden täglich Artikel aus 200 Titeln der internationalen und europäischen Presse ausgewählt, übersetzt und veröffentlicht. Darüber hinaus publiziert Voxeurop Originalinhalte und Pressekarikaturen, insbesondere in Partnerschaft mit dem Cartoon Movement.
Neben Partnerschaften mit 200 internationalen und europäischen Presseorganen, aus denen auf Voxeurop Artikel übersetzt und veröffentlicht werden, hat das paneuropäische Online-Medium auch zahlreiche Partnerschaften mit französischen und ausländischen Zeitungen und Magazinen geschlossen, um Voxeurop-Artikel auf deren Websites zu publizieren, darunter Alternatives économiques, Internazionale, Zeit Online, Investigate Europe, Cosmocène und BVC News.

### Unabhängigkeit
Voxeurop ist redaktionell und finanziell unabhängig. Durch die Einhaltung der Münchner Charta über die Rechte und Pflichten der Journalisten und der Global Charter of Ethics for Journalists, die von einem wissenschaftlichen Ausschuss überwacht wird, kann die strikte redaktionelle Unabhängigkeit des Mediums gewährleistet werden. Die Form einer Genossenschaft mit kollektivem Interesse (SCI) verschafft Voxeurop darüber hinaus Unabhängigkeit gegenüber seinen Anteilseignern, die größtenteils Leser, Journalisten und Übersetzer aus 23 Ländern sind.

## Organisation

### Rechtliche Form
Voxeurop wurde zunächst als Verein gegründet und behielt diesen Status drei Jahre lang bei. 2017 wurde das Online-Medium für zwei Jahre zu einer Europäischen Genossenschaft (SCE) für Presseerzeugnisse. Ab 2019 war Voxeurop dann eine kooperative und partizipative Gesellschaft (SCOP), bevor das Medium in eine Genossenschaft von kollektivem Interesse umgewandelt wurde.

## Wirtschaftsmodell
Das Geschäftsmodell beruht, nach dem Vorbild der britischen Zeitung The Guardian, auf der finanziellen Unterstützung durch die Leser. Werbung gibt es, aber nur für Leser, die nicht Mitglied sind. Der Zugang zur Homepage und zu ausgewählten Artikeln ist kostenlos, der überwiegende Teil der Veröffentlichungen ist jedoch nur über eine kostenpflichtige Mitgliedschaft zugänglich. Die Voxeurop-Mitgliedschaft dient nach eigenen Angaben dazu, den Lesern redaktionelle Qualität und Unabhängigkeit zu garantieren. Als Gegenleistung für die kostenpflichtige Mitgliedschaft, bekommen die Voxeurop-Mitglieder Zugang zu Inhalten ohne Werbung.
Das redaktionelle Angebot wurde darüber hinaus durch die sogenannten „Voxeurop services“, maßgeschneiderte redaktionelle Dienstleistungen und Übersetzungen in allen europäischen Sprachen erweitert.
Gemeinsam mit dem Think Tank Osservatorio Balcani e Caucaso Transeuropa und dem französischen Magazin Alternatives économiques erhält Presseurop punktuelle Fördergelder von der Europäischen Kommission für die Koordination des European Data Journalism Network Projekts (EDJNet). Zudem wird Voxeurop von verschiedenen europäischen Stiftungen gefördert, darunter die Europäische Kulturstiftung und die Stiftung IJ4EU (Investigative Journalism for Europe).

## Auszeichnungen
- 2015 erhielt Voxeurop den Jurypreis des European Democratic Citizenship Awards[32]
- 2017 den Altiero-Spinelli-Preis für die Verbreitung von Wissen über Europa
- 2019 wurde Voxeurop als zweitbestes Medium des Jahres bei den Good Lobby Awards[33] ausgezeichnet.